# Baychester

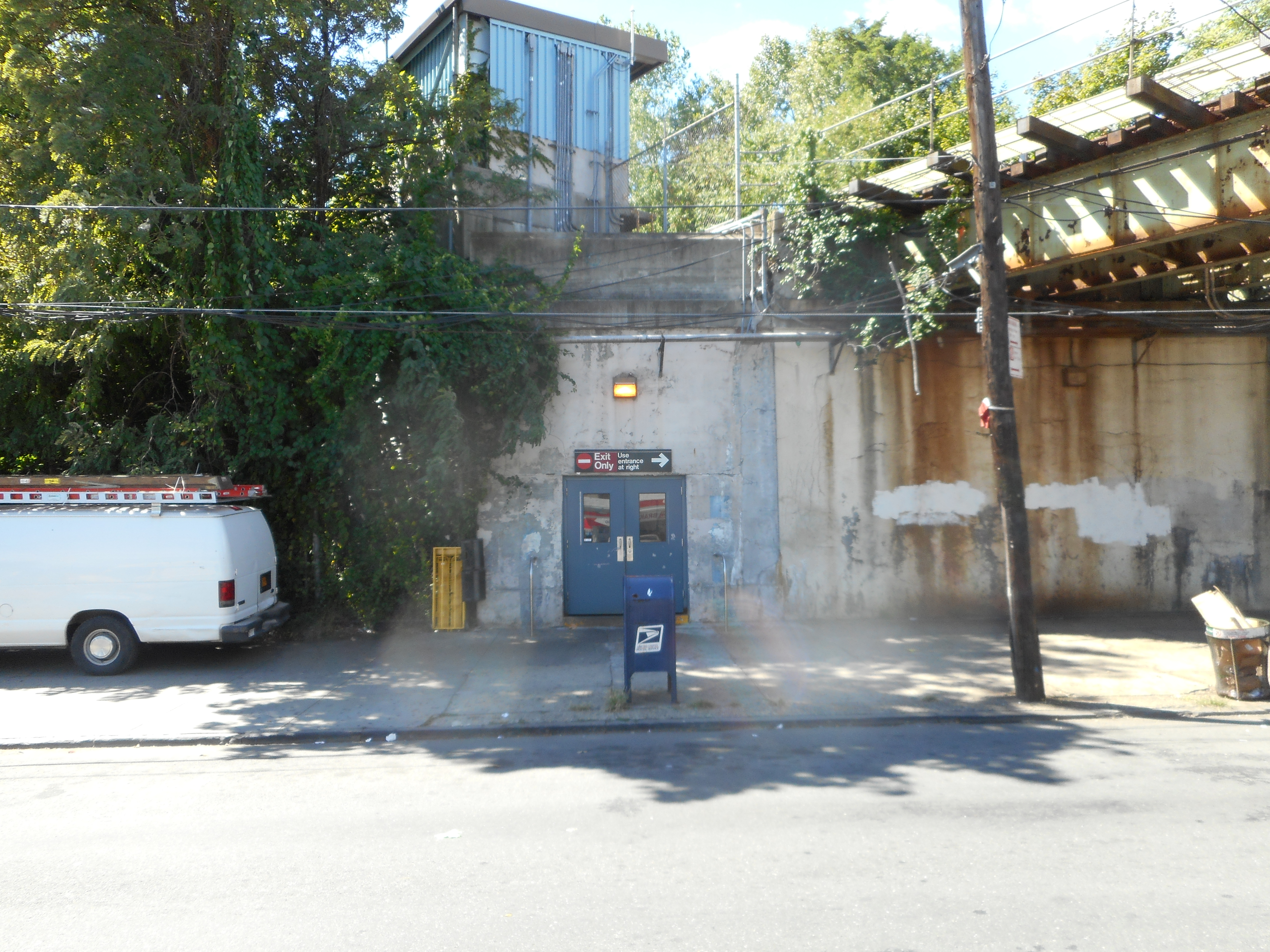
Baychester Avenue (IRT Dyre Avenue Line) entlang der IRT Dyre Avenue Line zwischen den Stadtteilen Eastchester und Baychester in der Bronx, New York City.

Baychester ist ein Stadtviertel im Nordosten des Stadtbezirks The Bronx, New York City, mit einer Einwohnerzahl von 64.614 (2020, als „Baychester-Co-op City“ laut NYC Department of City Planning) und ist ein vielfältiges, überwiegend afroamerikanisch und karibisch geprägtes Wohnviertel.

## Etymologie
Der Name „Baychester“ setzt sich aus den Begriffen „Bay“ (vermutlich in Anlehnung an die nahegelegene Eastchester Bay) und „Chester“ (von Eastchester, einem  Nachbarviertel) abgeleitet von dem lateinischen Wort Chestra für Lager, das eine römische Militärbefestugung bezeichnet, zusammen. Die Baychester Avenue, die das Viertel durchquert, spiegelt diese Verbindung wider. Die Namensgebung ist typisch für die Bronx, wo viele Stadtteile nach geografischen oder historischen Merkmalen benannt wurden.

## Lage
Baychester liegt im Nordosten der Bronx und grenzt an Eastchester, Williamsbridge und Co-op City. Die Baychester Avenue ist die zentrale Verkehrsachse des Viertels. Die Anbindung an den öffentlichen Nahverkehr erfolgt über mehrere Buslinien und die U-Bahn-Linie 5 (Baychester Avenue Station). In der Umgebung befinden sich zahlreiche Parks, Schulen und Einkaufsmöglichkeiten.

## Demografie
Baychester ist ein ethnisch vielfältiges Viertel. Laut NYC Department of City Planning lebten 2020 in der NTA „Baychester-Co-op City“ 64.614 Menschen. Die Mehrheit der Bevölkerung ist afroamerikanisch oder karibischer Herkunft, gefolgt von hispanischen und kleineren asiatischen sowie weißen Bevölkerungsanteilen. Das mittlere Haushaltseinkommen lag 2017 bei etwa 48.018 US-Dollar, die Armutsquote bei 22 %.Die Altersstruktur ist ausgewogen, das mittlere Alter beträgt etwa 39 Jahre, und der Anteil der Frauen liegt bei rund 53 %.

## Geschichte
Baychester entwickelte sich im 20. Jahrhundert von einer ländlichen Gegend zu einem urbanen Wohnviertel. Nach dem Bau der U-Bahn und der Erschließung durch neue Straßen wuchs die Bevölkerung rasant, insbesondere nach dem Zweiten Weltkrieg durch den Zuzug afroamerikanischer und karibischer Familien. Die Entwicklung von Co-op City in den 1970er Jahren prägte das Viertel zusätzlich als Wohnstandort für die Mittelschicht.